# Philereme corrugata
Philereme corrugata là một loài bướm đêm trong họ Geometridae.